# Тягнибок Ярослав Васильович

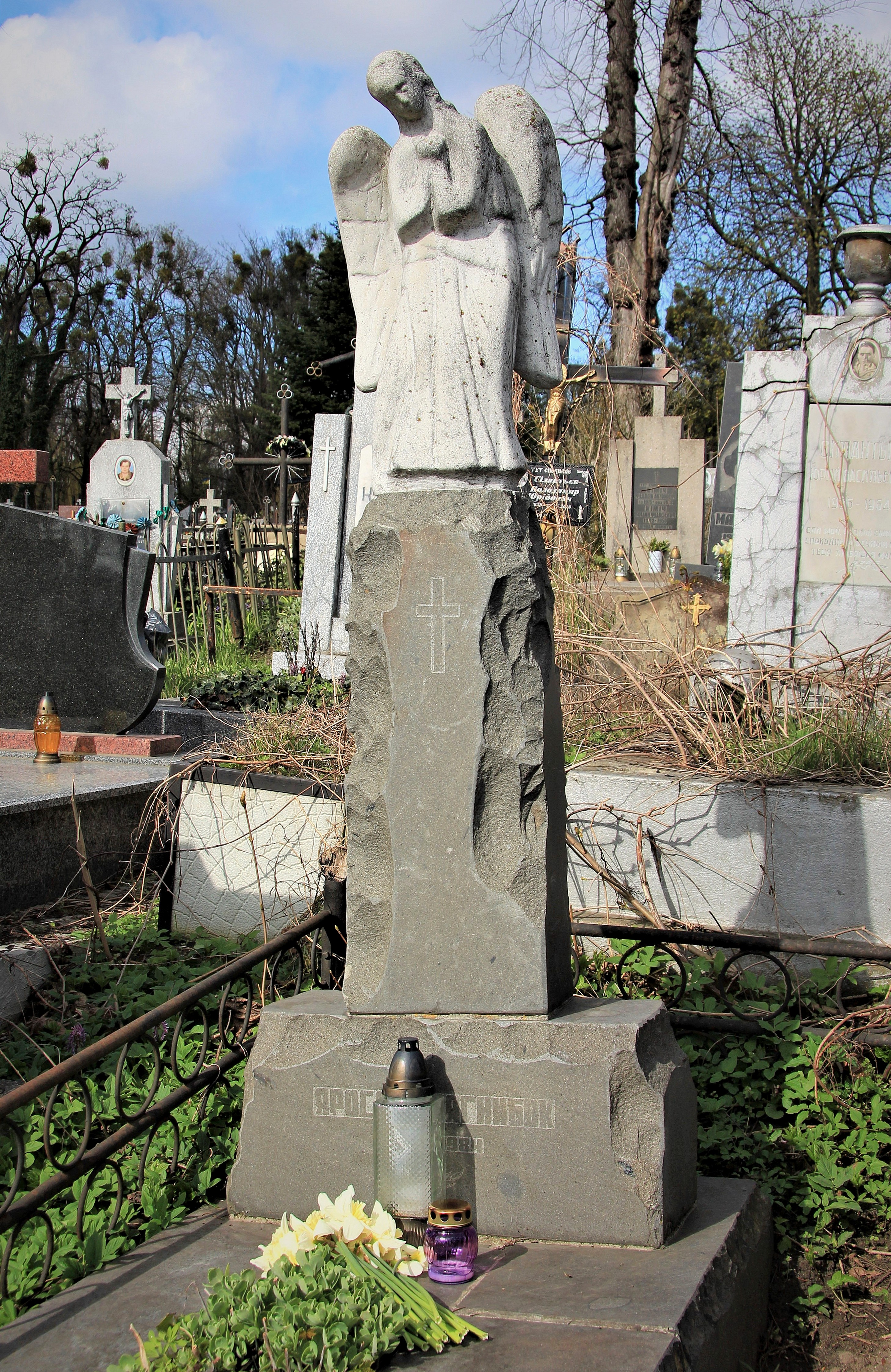
Могила Ярослава Тягнибока на 16 полі Янівського цвинтаря у Львові

Ярослав Васильович Тягнибок (9 травня 1940, Новий Яричів — 17 грудня 1984) — український спортивний медик, спортсмен. Майстер спорту СРСР (легка атлетика), кандидат медичних наук, лікар збірної СРСР з боксу. Батько очільника ВО «Свобода» Олега Тягнибока.

## Біографія
Народився 9 травня 1940 року в селищі Новий Яричів Кам'янка-Бузького району Львівської області (нині адміністративний центр територіальної громади Львівського району).
Закінчив Львівський інститут фізичної культури, здобув медичну освіту в Львівському медичному інституті. Певний час викладав фізичне виховання у Львівському медичному інституті. Після закінчення медінституту працював у Львівській спортивній школі-інтернаті олімпійського резерву, де очолював медичну частину. Пізніше став лікарем збірної СРСР з боксу.
Був призером Універсіади в Італії, чемпіоном України з метання диска, переможцем і призером численних турнірів.
Як спортивний медик створив свою власну методику лікування та реабілітації спортивних травм і захворювань хребта, написав десятки наукових праць.
У 1980 році рішенням ученої ради Київського медичного інституту ім. О. Богомольця йому присвоєно науковий ступінь кандидата медичних наук.
Загинув 17 грудня 1984 року у віці 44 років за нез'ясованих обставин: причиною смерті стало вогнепальне поранення, однак невідомо, було Ярослава Тягнибока вбито чи він застрелився.
Похований на 16 полі Янівського цвинтаря у Львові.

## Сім'я
Дружина — Тягнибок (Цегельська) Богдана Артемівна. Сини — Олег (1968) і Андрій (1973).

## Відзнаки
- Відмінник народної освіти.
- Заслужений лікар УРСР.

## Пам'ять
У Львові щороку проводять Всеукраїнський легкоатлетичний турнір пам'яті Ярослава Тягнибока.